# Angel Heart
Angel Heart (яп. エンジェル・ハート Эндзэру Хато, Сердце ангела) — японская манга, автором и иллюстратором которой является Цукаса Ходзё. Манга публиковалась в журнале Weekly Comic Bunch с 15 мая 2001 по 2010 год. По заявлению автора манги, на создание оригинального сценария у него ушло 5 лет. По данным на сентябрь 2010 года, манга заняла второе место в списке самой продаваемой манги в Японии. Выпуск манги был возобновлён в журнале Monthly Comic Zenon под названием Angel Heart: 2nd Season. На основе манги студией TMS Entertainment был выпущен аниме-сериал, транслировавшийся по телеканалу Nippon Television с 3 октября 2005 по 25 сентября 2006 года. Всего выпущено 50 серий аниме.

## Сюжет
История Angel Heart является альтернативным продолжением манги City Hunter того же автора. Молодая девушка стоит на крыше здания в Синдзюку, заказчик через телефон поздравляет девушку, известную как «Стеклянное сердце», с хорошо проделанной работой, а именно убийством. Однако позже девушка осознала, что убила отца маленького ребёнка, и спрыгнула со здания, напоровшись на железную ограду с шипами.
В это же время Каори Макимура опаздывает на свою собственную свадьбу, и видит, что маленькую девочку вот-вот собьёт грузовик. Каори спасает девочку, но сама попадает под машину. Её ещё живое сердце забирают для донорства органов, однако преступная организация крадёт сердце Каори, чтобы срочно пересадить его в тело «Стеклянного сердца».
«Стеклянное сердце» отправили на Тайвань, где она год пролежала в коме, однако в это время её мучили виде́ния людей, которых она убила и воспоминания Каори о «Городском охотнике». После того как она просыпается, она решает узнать, кем на самом деле является Рё, кем он является Каори и почему он появлялся в её снах, и поэтому отправляется в Синдзюку. Она находит «Городского охотника», который отошёл от своей роли после смерти Каори. После того как он узнаёт, что в «Стеклянное сердце» вживлено сердце Каори, Рё решает помочь девушке забыть прошлое убийцы и начать нормальную жизнь.

## Список персонажей
Сян-ин (Стеклянное сердце) (яп. 香瑩) — Молодая девушка родом из Тайваня и главная героиня истории. Дочь Ли Ян Янга, лидера криминального синдиката «Чжэн Дао Хуэй». За 2 года до основных событий она вместе со своей матерью попала в аварию, её мать погибла, а Сян потеряла вспоминания о детстве и своём происхождении, и её забрали в синдикат, чтобы сделать из неё охотника за головами. Во время тренировки получила имя «Двадцать седьмая», но после завершения тренировок стала известной как «Стеклянное сердце». После попытки самоубийства Сян вживили сердце покойной Каори Макимуры, она пролежала в коме примерно год. После этого девушка вернулась в Японию, где встретилась с Рё, жена, которого погибла в аварии. Он принимает Сян как родную дочь, на тот момент девушке было лишь 15 лет. В 20 главе манги Сян уже 19 лет, однако её внешность не изменилась. Сначала девушка имела очень слабое представление о внешнем мире, и, чувствуя угрозу со стороны кого-то, готова была убить его, однако Рё, Саэко, Умибодзу и другие начали учить её, как правильно действовать во внешнем мире. Сян и покойная Каори имели много общего, в частности, из-за генетической схожести тело Сян хорошо приняло сердце Каори, также Сян вместе с сердцем приняла многие воспоминания Каори, такие, как её место жительства, любимый кофе, цитаты, а также частично переняла личностные качества Каори.
Сэйю: Мао Кавасаки
Рё Саэба (яп. 冴羽 獠) — Один из главных героев, также главный герой манги  City Hunter. Был воспитан в Центральной Америке, деревне партизан во время гражданской войны, мало знает о своей истинной сущности. Однако согласно прошлому из манги Angel Heart единственный выжил в авиакатастрофе, где его родители погибли, сам Рё стал наёмником. Был широко известен как «Городской охотник», а также за свой разврат над девушками. Однако позже женился на Каори. Был вместе с Каори в последние моменты перед её смертью. В начале главных событий Рё был подавленным и разочарованным в жизни, и прекратил свою деятельность «Городского охотника», но после того, как узнал, что благодаря сердцу Каори Сян осталась жива, решил удочерить её, нормализовать её жизнь и помочь забыть о тёмном прошлом.
Сэйю: Акира Камия
Каори Макимура (яп. 槇村 香) — Согласно истории City Hunter, изначально была партнёром Рё и отвечала за организацию клиентов и других управленческих задач. По своей природе была сорванцом. Позже влюбилась в него, хотя сначала Рё не отвечал ей взаимностью. Часто жестоко наказывала Рё, после того как тот позволял себе распутство с другими девушками. Согласно сюжету Angel Heart, она собиралась выйти замуж за Рё, однако, спасая девочку, попала под машину и умерла. На момент смерти Каори было всего 28 лет. Её сердце было практически сразу украдено синдикатом «Чжэн Дао Хуэй» и вживлено в тело Сян. Как и Рё, Каори не знала о её истинном происхождении, будучи дочерью преступника, который погиб в инциденте с полицией, а затем принятой в семью Макимура. В истории Angel Heart есть ряд отсылок на то, что душа Каори продолжает жить в теле Сян, проявляя себя мыслями, видениями во сне и мыслительным общением с Сян, а также с помощью Сян, иногда общается с Рё. Однажды даже при попытке покушения Каори «парализовала» руку Сян, не давая ей нажать на курок. В некотором смысле Каори играет роль ангела-хранителя Сян, и сама же помогает ей устроить нормальную жизнь.
Сэйю: Кадзуэ Икура
Умибодзу (яп. 海坊主) — Владелец кафе Cat's Eye, был наряду с Рё знаменитым чистильщиком, после событий в манге City Hunter потерял зрение, но его слепота не повлияла на способности, даже наоборот, он утверждает, что теперь способен «видеть» то, что не поддаётся простому глазу, например, определяет людей до того, как они войдут в кафе. В отличие от событий City Hunter, теперь считает Рё своим другом, а также предпочитает называть себя «Соколом», есть также несколько отсылок на то, что Умибодзу перестал бояться котов. Его настоящее имя — Хаято Иджуин.
Сэйю: Тэссё Гэнда
Саэко Ногами (яп. 野上 冴子) — Согласно истории City Hunter, работала полицейским в Токио и часто сотрудничала с Рё. Дочь начальника полиции, тесно связана с братом Каори — Хидэюки. Саэко использовала свой шарм, чтобы манипулировать Рё, тот же часто приставал к ней. Саэко стала управляющим полиции в районе Синдзюку, а также беспокоится о том, что становится старой, всё ещё питает романтические чувства к Рё.
Сэйю: Ёко Асагами
Синь Хун Лю (яп. 劉 信宏) — Друг детства Сян, которого также обучали на убийцу, носил имя 36-й. Начал питать любовные чувства к Сян. Из-за чего тренеры заставили Синь Хуна и Сян-ин сражаться насмерть в последнем экзамене. В результате Сян победила Синь Хуна и была вынуждена убить его, однако парень выжил и стал охотником за головами. Несмотря на это, он продолжал хранить обещание однажды воссоединиться с Сян. После того как Синлонг был убит в Хуанве, ему было разрешено следить за Сян. В отличие от Сян, имеет больше опыта в общении с другими людьми.
Сэйю: Тихиро Судзуки
Ли Ян Янг (яп. 李 堅強) — Известен также как мастер Ли. Лидер преступного синдиката «Чжэн Дао Хуэй» и отец Сян-ин. Тем не менее ничего не известно о его участии в мафии. Позже выяснилось, что его заменял брат-близнец. Долгое время пытался найти дочь, не зная того, что в собственном синдикате, её воспитывают как убийцу. Чувствуя свою вину, он попросил Рё позаботится о ней, зная, что сам никогда больше не встретится с ней.
Сэйю: Аримото Кинрю
Ли Ян Де (яп. 李 謙德) — Младший брат-близнец Янга, который выдаёт себя за него, чтобы сам Янг посвятил себя семье. Единственный, кто знал о тайне Де — Гранд Чень. Янг всё больше отдалялся от своих обязанностей, в то время как Де продолжал укреплять свою власть, так Де убедил Янга обзавестись ребёнком. Де также был хорошим другом Рё.
Сэйю: Аримото Кинрю
Гранд Чэнь (яп. 陳侍衛長) — Второй босс синдиката после Яна Де и лидер подразделения Хуан Ву. Долгое время следил за Сян-ин, позже начал работать в ресторане Сюань У, также очень хорошо готовит. Широко известен в преступном мире, в Японии.
Сэйю: Кодзи Яда

## Список серий аниме
|    | |            |  |  |
| 01 | Glass Heart «Garasu no shinzou» (ガラスの心臓 -グラス·ハート-)                                                   | 2005-10-3  |  |  |
| 02 | Kaori has Returned «Kaori ga kaette kita» (香が帰ってきた)                                                       | 2005-10-10 |  |  |
| 03 | City of XYZ «XYZ no machi» (XYZの街)                                                                             | 2005-10-17 |  |  |
| 04 | Wandering Heart «Samayou HEART» (さまようHEΑRT)                                                                  | 2005-10-24 |  |  |
| 05 | Farewell...Kaori «Sayonara...Kaori» (永別(さよなら)...カオリ)                                                    | 2005-10-31 |  |  |
| 06 | Reunion «Saikai» (再会)                                                                                          | 2005-11-07 |  |  |
| 07 | My Beloved City «Ore no aisubeki machi» (俺の愛すべき街)                                                         | 2005-11-14 |  |  |
| 08 | True Friends «Honto no nakama» (真実(ホント)の仲間)                                                              | 2005-11-21 |  |  |
| 09 | Xiang Ying ~Her Lost Name~ «Shan-In~ushinawareta namae~» (香瑩〜失われた名前〜)                                  | 2005-11-28 |  |  |
| 10 | Angel Smile «Angel Smile» (エンジェルスマイル)                                                                   | 2005-12-05 |  |  |
| 11 | A Father and Daughter's Time «Oyako no jikan» (父娘(おやこ)の時間)                                               | 2005-12-12 |  |  |
| 12 | A Meeting and Farewell On Board a Ship «Senjou no deai to wakare» (船上の出会いと別れ)                           | 2005-12-19 |  |  |
| 13 | A Present from Master Li «Ri-daijin kara no okurimono» (李大人からの贈り物)                                      | 2006-01-09 |  |  |
| 14 | Revival, City Hunter! «Fukukatsu C.H!» (復活C·H(シティー·ハンター)!)                                             | 2006-01-16 |  |  |
| 15 | Find Papa! «Papa wo sagashite!» (パパを捜して!)                                                                  | 2006-01-23 |  |  |
| 16 | Qualifications as C.H. (City Hunter) «C.H (City Hunter) toshite no Shikaku» (C·H(シティー·ハンター)としての資格) | 2006-01-30 |  |  |
| 17 | Meeting in a Dream «Yume no naka no deai» (夢の中の出会い)                                                       | 2006-02-06 |  |  |
| 18 | Familial Ties «Oyako no kizuna» (親子の絆)                                                                       | 2006-02-13 |  |  |
| 19 | Old Man Chin's Place «Chin-roujin no mise» (陳老人の店)                                                          | 2006-02-20 |  |  |
| 20 | Prelude of Destiny «Shokumei no Prelude» (宿命のプレリュード)                                                    | 2006-02-27 |  |  |
| 21 | Sorrowful Guardian «Kanashiki Guardian» (哀しき守護者(ガーディアン))                                             | 2006-03-01 |  |  |
| 22 | Unfair Happiness «Fukouhei na shiawase» (不公平な幸せ)                                                           | 2006-03-13 |  |  |
| 23 | Melody of a Journey's Beginning «Tabidachi no Melody» (出発(たびだち)のメロディー)                               | 2006-03-20 |  |  |
| 24 | Together with The Beat... «Koudou to tomoni...» (鼓動と共に......)                                               | 2006-03-27 |  |  |
| 25 | A Client's Death Wish «Shinitagaru iraisha» (死にたがる依頼者)                                                   | 2006-04-03 |  |  |
| 26 | One again, to that moment «Mou ichido ano koro ni» (もう一度あの頃に)                                            | 2006-04-10 |  |  |
| 27 | Me, in love!? «Watashi, koishiteru!?» (私、恋してる!?)                                                           | 2006-04-17 |  |  |
| 28 | A Promise «Yakusoku» (約束)                                                                                      | 2006-04-24 |  |  |
| 29 | My Sister...Kaori «Watashi no imouto...Kaori» (私の妹...香)                                                      | 2006-05-01 |  |  |
| 30 | This City is Everything to Me «Kono machi wa watashi no subete» (この街は私の全て)                               | 2006-05-08 |  |  |
| 31 | A Miracle Seen on the Final Night «Saigo no yoru ni mita kiseki» (最後の夜に見た奇跡)                            | 2006-05-15 |  |  |
| 32 | The Woman from the Syndicate «Soshiki kara kita onna» (組織から来た女)                                           | 2006-05-22 |  |  |
| 33 | The Child who is a Gift from Heaven «Kami kara sazurishi ko» (神から授かりし子)                                  | 2006-05-29 |  |  |
| 34 | Two Determinations «Futari no ketsui» (二人の決意)                                                               | 2006-06-05 |  |  |
| 35 | Towards the Future «Mirai e...» (未来へ...)                                                                      | 2006-06-12 |  |  |
| 36 | The Girl That Brings Happiness «Shiawase o hakobu onnanoko» (幸せを運ぶ女の子)                                   | 2006-06-19 |  |  |
| 37 | An Unblemished Heart «Yogorenonai kokoro» (汚れのない心)                                                         | 2006-06-26 |  |  |
| 38 | Be My Eyes «Ore no me ni natte kure» (オレの目になってくれ)                                                      | 2006-07-03 |  |  |
| 39 | The Client is a Famous Actress «Iraisha wa daijoyu» (依頼者は大女優)                                             | 2006-07-10 |  |  |
| 40 | Miki's Hidden Secret «Miki no kakusareta himitsu» (ミキの隠された秘密)                                           | 2006-07-17 |  |  |
| 41 | The Place where I Belong «Jibun no ibasho» (自分の居場所)                                                        | 2006-07-24 |  |  |
| 42 | The Secret Sign Between the Two «Futaridake no Sign» (二人だけのサイン)                                          | 2006-07-31 |  |  |
| 43 | A Day in My Life «Watashi ga ikiru nichijou» (私が生きる日常)                                                    | 2006-08-07 |  |  |
| 44 | For Our Children «Oretachi no kodomo no tame ni» (俺たちの子供のために)                                          | 2006-08-14 |  |  |
| 45 | The Walking Nuclear Warhead, Yang «Ningen kakudantou, Yang» (人間核弾頭、楊(ヤン))                               | 2006-08-21 |  |  |
| 46 | Mother Heart «Mother Heart» (マザー·ハート)                                                                      | 2006-08-28 |  |  |
| 47 | A Bright Future?! «Akarui mirai!?» (アカルイミライ!?)                                                            | 2006-09-04 |  |  |
| 48 | Drawn towards Fate «Hiki yoserareru unmei» (引き寄せられる運命)                                                  | 2006-09-11 |  |  |
| 49 | Get My Life «Get My Life» (Get My Life)                                                                          | 2006-09-18 |  |  |
| 50 | Last Present «Last Present» (ラストプレゼント)                                                                   | 2006-09-25 |  |  |